# Ringtown
Ringtown es un borough ubicado en el condado de Schuylkill en el estado estadounidense de Pensilvania. En el año 2000 tenía una población de 826 habitantes y una densidad poblacional de 721.7 personas por km².

## Geografía
Ringtown se encuentra ubicado en las coordenadas 40°51′27″N 76°14′01″O / 40.85750, -76.23361.

## Demografía
Según la Oficina del Censo en 2000 los ingresos medios por hogar en la localidad eran de $36,563 y los ingresos medios por familia eran $43,125. Los hombres tenían unos ingresos medios de $32,685 frente a los $22,000 para las mujeres. La renta per cápita para la localidad era de $20,345. Alrededor del 4.6% de la población estaba por debajo del umbral de pobreza.